# Buleliana
Buleliana (łac. Dioecesis Bulelianensis) – diecezja historyczna w Cesarstwie rzymskim w prowincji Byzacena, współcześnie w Tunezji. Obecnie katolickie biskupstwo tytularne.

## Biskupi tytularni
| Lp. | Biskup                           | Funkcja                                | Od                | Do               |
| --- | -------------------------------- | -------------------------------------- | ----------------- | ---------------- |
| 1   | José Luis Astigarraga Lizarralde | wikariusz apostolski Yurimaguas (Peru) | 26 listopada 1991 | 20 stycznia 2017 |
| 2   | John Đỗ Văn Ngân                 | biskup pomocniczy Xuân Lộc (Wietnam)   | 2 maja 2017       | 16 stycznia 2021 |
| 3   | Deepak Valerian Tauro            | biskup pomocniczy Delhi (Indie)        | 16 lipca 2021     |                  |